# Cécile Kyenge
Cécile Kyenge Kashetu (ur. 28 sierpnia 1964 w Kambove) – włoska lekarka, samorządowiec i polityk kongijskiego pochodzenia, deputowana, od 2013 do 2014 minister ds. integracji w rządzie Enrica Letty, deputowana do Parlamentu Europejskiego VIII kadencji.

## Życiorys
Urodziła się w Zairze, w 1983 osiedliła się we Włoszech. Ukończyła studia medyczne na Katolickim Uniwersytecie Najświętszego Serca w Mediolanie. Uzyskała specjalizację z zakresu okulistyki, podjęła praktykę w tym zawodzie. Zaangażowała się w działalność polityczną w ramach Demokratów Lewicy i następnie Partii Demokratycznej. Uzyskiwała mandat radnej Modeny (2004) i radnej prowincji (2009).
W 2013 została wybrana w skład Izby Deputowanych XVII kadencji.
27 kwietnia 2013 kandydat na premiera Enrico Letta ogłosił jej nominację na urząd ministra ds. integracji, który objęła następnego dnia. Została pierwszą czarnoskórą osobą w historii Włoch, którą powołano na ministra. Funkcję tę pełniła do 22 lutego 2014. W tym samym roku z ramienia PD uzyskała mandat eurodeputowanej VIII kadencji.